# Mount Gleaton
Mount Gleaton ist ein 2130 m hoher Berg im ostantarktischen Viktorialand. In den Admiralitätsbergen ragt er oberhalb des Tucker-Gletschers nahe dem Ende eines Gebirgskamms nördlich des Helman-Gletschers auf.
Der United States Geological Survey (USGS) kartierte ihn anhand eigener Vermessungen und Luftaufnahmen der United States Navy aus den Jahren von 1960 bis 1962. Das Advisory Committee on Antarctic Names benannte ihn 1964 nach Chief Warrant Officer Clarence Eugene Gleaton Jr. (1925–2016) von der United States Army, Hubschrauberpilot zur Unterstützung der Arbeiten des USGS in diesem Gebiet zwischen 1961 und 1962.